# بخش نیژنئومسکی
بخش نیژنئومسکی (به لاتین: Nizhneomsky District) یک منطقهٔ مسکونی در روسیه است که در استان اومسک واقع شده‌است.